# 사카밤바스피스
사카밤바스피스는 오르도비스기에 살았던 무악어류의 멸종된 속이다. 사카밤바스피스는 곤드와나 대륙 가장자리의 얕은 물에서 살았다. 사카밤바스피스는 많은 표본이 알려진 가장 유명한 아란다스피드이다.

## 설명
사카밤바스피스의 길이는 대략 25 cm이다. 사카밤바스피스의 몸 모양은 머리가 크고 몸통이 납작하며 꿈틀거리는 꼬리를 가지고 지느러미가 없어  올챙이 와 닮았다. 사카밤바스피스는 자동차 헤드램프 처럼 정면에 눈이 있다.

### 갑옷
사카밤바스피스는 중앙선에서 올라간 상부(등쪽) 판과 깊고 곡선을 이루는 하부(복쪽) 판으로 만든 머리 방패를 가지고 있었다. 이 머리 방패는  참나무 잎 모양 또는 물방울 모양의 돌기로 구성되어 있었다. 또한 이 두 가지를 측면을 따라 연결하고 아가미 부위를 덮는 좁은 아가미 판도 가지고 있었다. 눈은 훨씬 앞쪽에 있었고 그 사이에는 두 개의 작은 콧구멍이 있었다.  내골격뼈와 추정 콧구멍으로 둘러싸인 이 콧구멍은 머리의 가장 앞쪽에 위치하며 이는 아란다스피드를 결정짓는 큰 특징 중 하나이다. 나머지 몸은 머리 뒤쪽에 긴 끈 모양의 비늘 로 덮여 있었다.

### 꼬리
꼬리는 비교적 큰 등쪽과 배쪽 막과 길쭉한 척추엽으로 이루어져 있으며, 척추엽의 뒤쪽 끝은 작은 지느러미 막으로 둘러싸여 있었다. 이 꼬리 구조는 현재 익갑류 계통의 arandaspids 및 astraspids와 함께 그룹화되어 있는 헤테로스트라칸류 의 꼬리 구조와는 차이를 보인다. (Gagnier 1993, 1995; Donoghue & Smith 2001; Sansom et al. 2005). 헤테로스트라칸류의 꼬리 구조는 대칭형(diphycercal)으로 보이고 몇 개의 큰 방사형으로 강화되어 있었다(Janvier 1996).

## 발견과 종

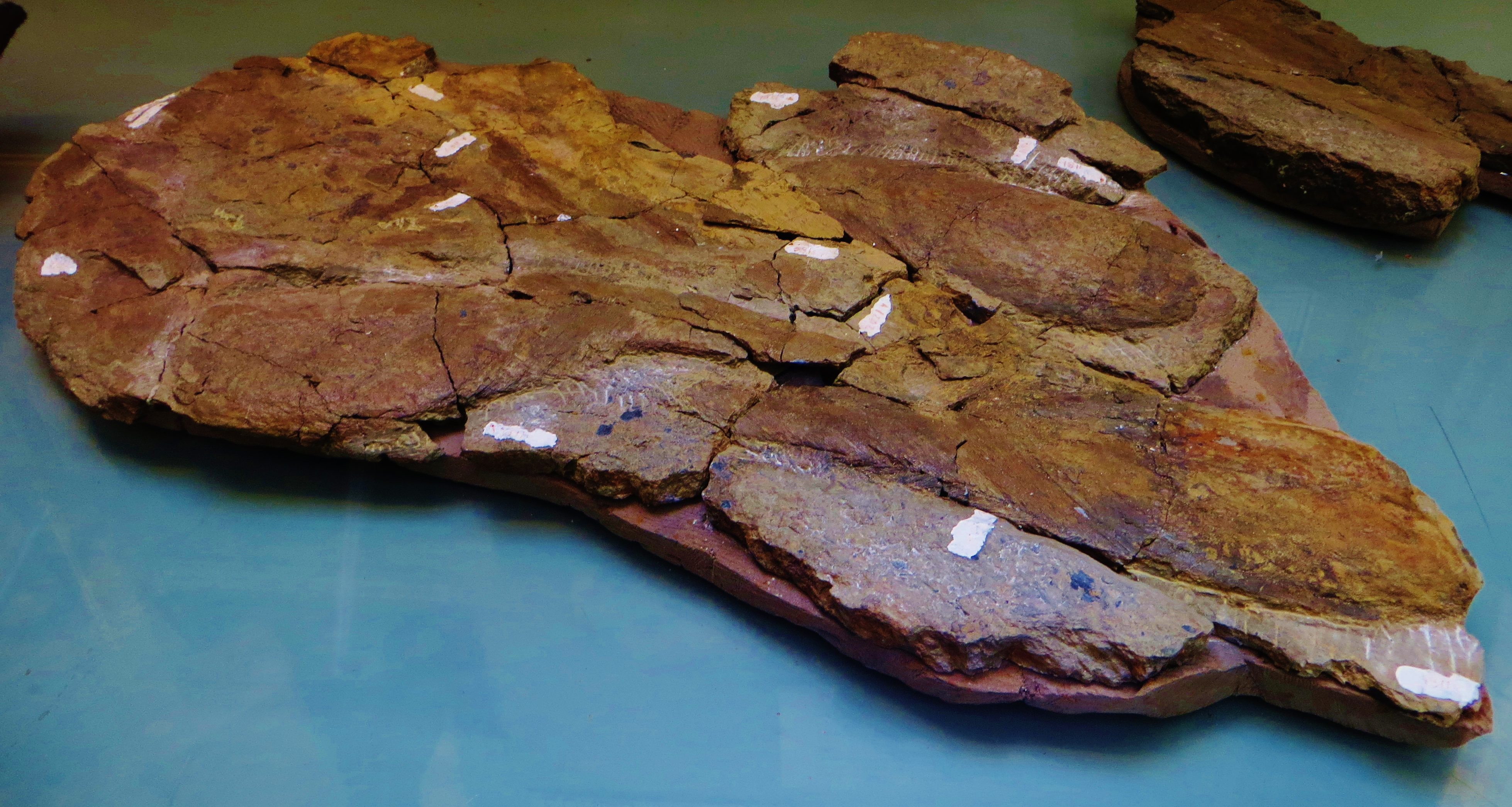
파리 자연사박물관(Musée d'Histoire Naturelle)에 있는 사카밤바스피스 표본.

사카밤바스피스 는 이 속의 첫 번째 화석이 발견된 볼리비아 코차밤바 주 사카밤바 마을의 이름을 따서 명명되었다. 이 속의 모식종인 S. janvieri (Gagnier, Blieck & Rodrico, 1986)는 볼리비아의 Anzaldo Formation 에서 알려졌다. 이 볼리비아 종의 알려진 표본은 30마리가 있으며, 모두 매우 좁은 공간에 빽빽이 들어차 있는 모습으로 발견되었다. 그 이유로는 아마도 큰 폭풍으로 인한 담수의 갑작스러운 유입으로 인해 죽어서 그런 것으로 추정된다. 이 볼리비아 종은 많은 수의 lingulid 완족류 와 연관되어 발견되었으며, 이들 또한 동시에 죽었음을 알 수 있다.
불확정 표본( Sacabambaspis sp. 로 설명되는 것)은 곤드와나 대륙의 경계에 해당하는 많은 국가에서 발견되었다. Young(1997)은 호주 중부 의 Stokes Siltstone 과 Carmichael Sandstone 에서 이 속의 화석을 설명했다. 호주 중부의 Horn Creek Siltstone에서 발견된 분리된 비늘은 볼리비아 비늘과 매우 유사한 모양을 띄고 있었다. 또한 아르헨티나 에서도 표본이 보고되었다. Sansom et al. (2009)은 아라비아 반도의 오만의 Amdeh Formation 에서 발견된 표본을 설명했다. 오만에서의 발견을 통해 사카밤바스피스가 남미 와 호주 같은 남부 지역에만 존재했던 것이 아니라 고대 곤드와나 대륙 주변 전체에 존재했음을 알게 되었다.

## 고생물학

### 급송
턱은 없었지만 사카밤바스피스의 입에는 약 60 줄의 작은 뼈로 된 구강 판이 늘어서 있었다. 이 판은 구강과 인두의 확장과 수축을 통해 보다 효율적인 흡입 공급을 제공하기 위해 움직일 수 있었던 것으로 추정된다.

### 감각 시스템
사카밤바스피스 의 화석은 감각 구조( 측선 체계)의 명확한 증거를 보여준다. 이것은 포식자가 일으키는 움직임 같은 물 속의 미세한 움직임을 감지할 수 있는 열린 신경 종말이 있는 각 기공의 선이다. 이러한 기관들이 규칙적인 선으로 배열되어 있기 때문에 사카밤바스피스는 물 속의 교란이 어느 방향과 거리에서 오는지 감지할 수 있었다.

## 대중 문화에서
2023년, 한 유저가 2022년 8월에 핀란드 헬싱키 자연사 박물관의 사카밤바스피스 모델에 대한 바이럴 게시물을 올린 이후  밈과 팬아트의 원천이 되었다. 사카밤바스피스 밈에 영감을 받은 노래 サカサカバンバンバスピスピス (Sakasakabanbanbasupisupisu )는 일본 음악 프로듀서 Yakamochi가 2023년 6월 13일에 발매하였으며, Kotonoha Akane과 Aoi 의 일본어 Neutrino 보컬 뱅크를 사용했다. 2025년 3월 현재 YouTube 에서 410만 회 이상의 조회수를 기록했다.

## 같이 보기
- 아란다스피드(Arandaspida)

## 참고문헌
1. 1 2 3  Sansom, Ivan J.; Miller, C. Giles; Heward, Alan; Davies, Neil S.; Booth, Graham A.; Fortey, Richard A.; Paris, Florentin (2009). “Ordovician Fish from the Arabian Peninsula”. 《Palaeontology》 (영어) 52 (2): 337–342. Bibcode:2009Palgy..52..337S. doi:10.1111/j.1475-4983.2009.00846.x.
2. 1 2 3 4  Benton, Michael J. (2005). 《Vertebrate Palaeontology 3rd Edition》. Blackwell Publishing. 47쪽. ISBN 978-1-4051-4449-0.
3. 1 2 3  Taylor & Francis (2001). 《PE Ahlberg (ed.) Major Events in Early Vertebrate Evolution》. Sansom IJ, MM Smith & MP Smith. 156–171쪽.
4. ↑  Pradel, A.; Sansom, I. J.; Gagnier, P. Y.; Cespedes, R.; Janvier, P. (2006). “The tail of the Ordovician fish Sacabambaspis”. 《Biology Letters》 (Alan Pradel, Ivan. J Sansom, Pierre-Yves Gagnier, Ricardo Cespedes, and Philippe Janvier) 3 (1): 72–75. doi:10.1098/rsbl.2006.0557. PMC 2373808. PMID 17443969.
5. 1 2  Gagnier, Pierre-Yves; Blieck, Alain R. M.; S., Gabriela Rodrigo (1986). “First Ordovician vertebrate from South America”. 《Geobios》 (영어) 19 (5): 629–634. Bibcode:1986Geobi..19..629G. doi:10.1016/S0016-6995(86)80058-4. ISSN 0016-6995.
6. 1 2 3  “Australia: The Land Where Time Began”. 2013년 10월 28일에 확인함.
7. ↑  Young, G. C. (1997년 4월 16일). “Ordovician microvertebrate remains from the Amadeus Basin, central Australia”. 《Journal of Vertebrate Paleontology》 17 (1): 1–25. Bibcode:1997JVPal..17....1Y. doi:10.1080/02724634.1997.10010948. ISSN 0272-4634.
8. ↑  Miller, George (2011년 6월 24일). “How can something that small appear on TV?”. 《NaturePlus》. 2018년 10월 7일에 원본 문서에서 보존된 문서. 2013년 10월 28일에 확인함.
9. ↑  Amber V (2023년 6월 16일). “470-million-year-old fish Sacabambaspis goes viral in Japan, Among Us dev joins in on fun”. Automaton Media. 2024년 2월 8일에 확인함.